# Вышний Дубовец (Курская область)
Вышний Дубовец — село в Медвенском районе Курской области России. Входит в состав Чермошнянского сельсовета.

## География
Село находится на юге центральной части Курской области, в пределах Среднерусской возвышенности, в лесостепной зоне, на правом берегу ручья Дубовец (правый приток реки Полная), на расстоянии примерно 14 км (по прямой) к востоку от Медвенки, административного центра района.

### Климат
Климат характеризуется как умеренно континентальный, с тёплым летом и умеренно холодной зимой. Среднегодовая температура воздуха — 5,5 °C. Абсолютный минимум температуры воздуха самого холодного месяца (января) составляет −37 °C; абсолютный максимум самого тёплого месяца (июля) — 35 °C. Безморозный период длится около 151 дня в году. Среднегодовое количество атмосферных осадков составляет 587 мм, из которых большая часть выпадает в тёплый период.
| Показатель                                                                  | Янв. | Фев. | Март | Апр. | Май  | Июнь | Июль | Авг. | Сен. | Окт. | Нояб. | Дек. | Год  |
| --------------------------------------------------------------------------- | ---- | ---- | ---- | ---- | ---- | ---- | ---- | ---- | ---- | ---- | ----- | ---- | ---- |
| Средний суточный максимум, °C                                               | −4,2 | −3,1 | 2,8  | 12,9 | 19,3 | 22,6 | 25,3 | 24,7 | 18,2 | 10,5 | 3,3   | −1,3 | 10,9 |
| Средняя температура, °C                                                     | −6,2 | −5,7 | −0,8 | 8,1  | 14,7 | 18,3 | 20,9 | 20   | 14   | 7,2  | 1,1   | −3,2 | 7,4  |
| Средний суточный минимум, °C                                                | −8,8 | −8,9 | −5   | 2,6  | 8,9  | 12,9 | 15,7 | 14,8 | 9,6  | 3,8  | −1,2  | −5,4 | 3,3  |
| Норма осадков, мм                                                           | 50   | 43   | 46   | 48   | 60   | 68   | 70   | 54   | 57   | 57   | 45    | 48   | 646  |
| Источник: Погода по месяцам c ru.climate-data.org(дата обращения: Май 2022) |      |      |      |      |      |      |      |      |      |      |       |      |      |

### Часовой пояс
Село Вышний Дубовец, как и вся Курская область, находится в часовой зоне МСК (московское время). Смещение применяемого времени относительно UTC составляет +3:00.

## Население
| 2002 | 2010 |
| ---- | ---- |
| 251  | ↗256 |

### Половой состав
По данным Всероссийской переписи населения 2010 года, в половой структуре населения мужчины составляли 46,5 %, женщины — соответственно 53,5 %.

### Национальный состав
Согласно результатам переписи 2002 года, в национальной структуре населения русские составляли 88 %.

## Инфраструктура
Личное подсобное хозяйство. В селе 159 домов.

## Транспорт
Село находится в 15,5 км от автодороги федерального значения М2 «Крым» (часть европейского маршрута E 105), в 15,5 км от автодороги межмуниципального значения 38Н-236 (М-2 «Крым» — Полевая), в 7 км от автодороги 38Н-237 (М-2 «Крым» — Полный — 38Н-236), при автодороге 38Н-240 (38Н-237 — Вышний Дубовец — граница Обоянского района), в 22,5 км от ближайшей ж/д станции Шумаково (линия Клюква — Белгород).
В 86 км от аэропорта имени В. Г. Шухова (недалеко от Белгорода).